# Valea odihnei
Valea odihnei (1858-1859) este o pictură de John Everett Millais.
Pictura reprezintă un cimitir spre momentul înserării. Dincolo de peretele cimitirului se află o  capelă mică cu un clopot. În prim planul scenei sunt două călugărițe – capetele celor două călugărițe sunt pictate simetric la același de nivel. Sunt călugărițe romano-catolice; una dintre călugărițe ține un rozariu, și cealaltă sapă un mormânt. Antebrațele și corpul ei sunt încordate sub greutatea unei lopeți de pământ. Cealaltă, care supraveghează activitatea, este pictată întoarsă având o privire de teamă și angoasă.

Criticul de artă Tom Lubbock a spus despre pictură:
„Morminte. Amurg. Un perete cabina. Copaci înfricoșători se profilează. Călugărițe. Catolice (în Anglia, pe atunci, încă erau privite cu suspiciune). Segregare sexuală. Religiozitate. Stăpână și slugă, o relație de putere, poate o legătură emoțională ceva mai profundă. Muncă feminină. Ceva ce urmează să fie îngropat sau exhumat. Coroane de flori identice. Pământ întunecat. Cadavre, secrete, conspirație, frică. E o imagine care nu se oprește.”
Pictura este una dintre cele satirizată în acuarela AThe choice of Paris – an idyll (1860). Claxton a criticat „urâțenia percepută de picturile pre-rafaelite timpurii prin exagerarea detaliilor multora dintre lucrările lor, inclusiv Valea odihnei, Claudio și Isabella și, întinsă în iarbă, Alice Gray din Primăvară”